# Ubaldo Fillol
Ubaldo Matildo Fillol (ur. 21 lipca 1950 w San Miguel del Monte) – argentyński piłkarz grający na pozycji bramkarza.
W czasie kariery przezywany był El Pato (Kaczka).

## Kariera piłkarska
Fillol jest wychowankiem stołecznego Quilmes, w którym zadebiutował w maju 1969 roku w spotkaniu z CA Hurracan.
W trakcie kariery najdłużej związany był z River Plate, z którym zdobył siedem mistrzostw kraju. Oprócz klubów argentyńskich, grał także w brazylijskim CR Flamengo i hiszpańskim Atlético Madryt.
Karierę piłkarską zakończył w 1991 roku jako zawodnik Velez Sarsfield.

## Kariera reprezentacyjna
W reprezentacji Argentyny po raz pierwszy zagrał w 1974, niewiele później został powołany na Mistrzostwa Świata 1974, gdzie zagrał tylko w jednym meczu.
Na następnych turniejach finałowych był już podstawowym bramkarzem kadry. W trakcie Mistrzostwach Świata 1978, w spotkaniu z Polską (2-0), obronił rzut karny wykonywany przez Kazimierza Deynę.
Był częścią kadry Albicelestes na trzech mundialach (1974, 1978, 1982) oraz na jednym turnieju Copa America (1983).
Reprezentacyjną karierę zakończył 58 występami w 1985 roku. Wśród argentyńskich bramkarzy było to przez wiele lat rekordem, pobitym dopiero przez Sergio Romero.

## Sukcesy

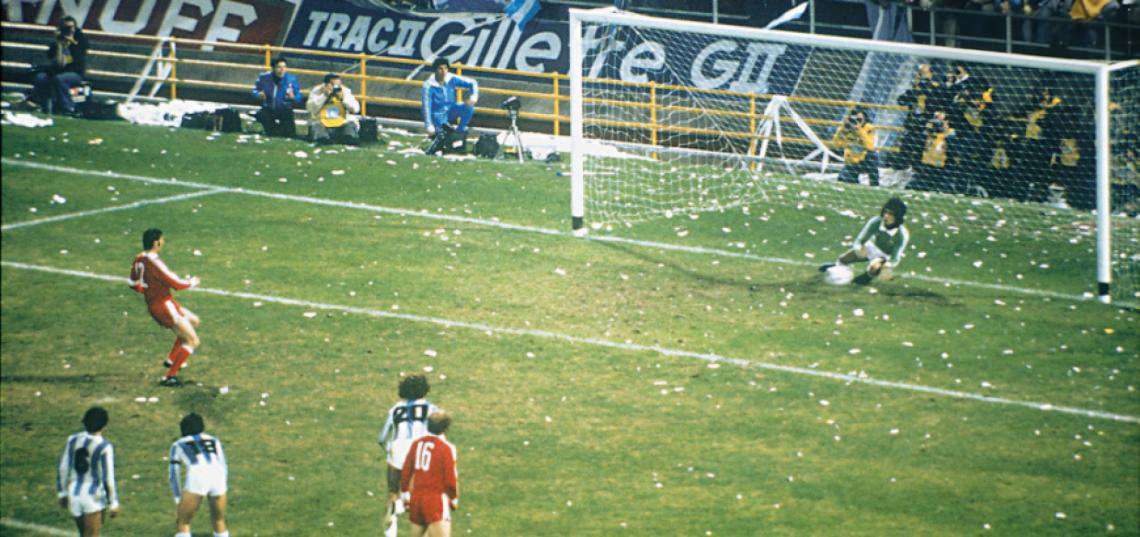
Fillol broniący rzut Kazimierza Deyny w spotkaniu Mistrzostw Świata 1978.

### Klubowe
River Plate
- Primera División: 1975 Metropolitano, 1975 Nacional, 1977 Metropolitano, 1979 Metropolitano, 1979 Nacional, 1980 Metropolitano, 1981 Nacional

Flamengo
- Taça Guanabara: 1984
- Taça Rio: 1985

Atlético Madryt
- Superpuchar Hiszpanii: 1985

Racing Club
- Supercopa Sudamericana: 1988

### Reprezentacyjne
Argentyna
- Złoty medal mistrzostw świata: 1978

### Indywidualne
- Piłkarz roku w Argentynie: 1977
- Najlepsza drużyna mistrzostw świata 1978
- drugie miejsce w rankingu na najlepszego piłkarza Ameryki Południowej: 1978, 1983, 1984